# Csilla Elekes
Csilla Elekes, född 18 juni 1964 i Budapest, är en ungersk-tysk före detta handbollsspelare.

## Klubbkarriär
Csilla Elekes började spela handboll vid 14 års ålder i klubben BP Kőbánya Spartacus  vanligen kallad för Budapest Spartacus SC. 1989/1990 hade hon kontrakt med Debreceni Symphonia VSC. Från 1990 till 1992 spelade hon för TuS Walle Bremen. 1992 flyttade hon till TV Lützellinden och spelade där till 1997. Hon spelade senare för Frankfurter HC 1997–1998, Hypo Niederösterreich 1998–2000 och därefter åter för  TV Lützellinden 2000–2006 och slutligen TV Mainzlar från 2006. Med klubben från Budapest vann hon cupvinnarcupen 1981 och nådde finalen i Cupvinnarcupen 1982. 1983 och 1986 blev hon ungersk mästare med laget. Hon spelade 213 matcher i den ungerska ligan och hon antecknades för 988 mål varav 17 matcher och 62 mål för Debrecen. Hon blev tysk mästare fem gånger: 1991 och 1992 med laget Tus Walle Bremen samt 1993, 2000 och 2001 med Lützellinden. Hon vann EHF Champions League med Hypo Niederösterreich 1998.

## Landlagskarriär
Csilla Elekes debuterade i det Ungerns damlandslag i handboll den 26 juni 1982 mot Sovjetunionens damlandslag i handboll.  I VM 1986 gjorde hon 18 mål på sju matcher för Ungern. Från 1982 till 1989 spelade hon 144 landskamper för Ungern, och hon noterades för 373 mål. Hon spelade för Tysklands damlandslag i handboll i EM 1994 där Csilla Elekes gjorde fyra mål på sju spelade matcher. Tyskland kom på andra plats.   Hon var också med i truppen vid de olympiska spelen 1996. Totalt spelade hon 54 landskamper för det tyska landslaget, med 101 gjorda mål.

## Meriter i klubblag
- Vinnare av Champions League 1998 med Hypo Niederösterreich
- Cupvinnarcupen 1981 med BP Kőbánya Spartacus
- Cupvinnarcupen 1993 med TV  Lützellinden
- Ungersk mästare 1983 och 1986 med BP Kőbánya Spartacus (Budapest).
- Ungerska cupen 1988 med BP Kőbánya Spartacus (Budapest).
- Tysk mästare 1991, 1992 med Tus Walle Bremen.
- Tysk mästare 1993, 2000 och 2001 med TV  Lützellinden.